# Festival international des nomades
 (décembre 2013).
Si vous disposez d'ouvrages ou d'articles de référence ou si vous connaissez des sites web de qualité traitant du thème abordé ici, merci de compléter l'article en donnant les références utiles à sa vérifiabilité et en les liant à la section « Notes et références ».
Le Festival International des Nomades a lieu à M'Hamid El Ghizlane tous les ans au mois de mars.
1er festival créé dans le sud marocain, le Festival International des Nomades est depuis 2004 une référence internationale en matière de diversité culturelle et d’ouverture au monde. Le Festival International des Nomades est un festival de plein air, un festival citoyen et artistique. Il se déroule une fois par an à M’hamid El Ghizlane, à 90 km au sud de Zagora dans la vallée du Drâa (Maroc). Les activités culturelles mettent en lumière le patrimoine matériel et immatériel des tribus nomades, contribuant ainsi à préserver leur identité culturelle. Ce festival est un véritable « tremplin » pour la culture nomade.
L’art sous toutes ses formes y est présenté : artisanat, peinture, tissage…
Mais aussi et surtout chants, musiques et danses, contes et poésie sont interprétés par des artistes (locaux, nationaux et internationaux) invités à se produire sur scène.
Pendant trois jours sont proposés des conférences, tables rondes et ateliers sur des sujets variés : le nomadisme, le patrimoine, la flore, la faune, l’agriculture, la protection de l’environnement, l’économie, la santé, l’éducation…
L’art culinaire y est présent à travers l’une des préparations essentielles dans le désert : le pain de sable (Mella).
Le sport n’est pas en reste avec une démonstration de hockey nomade et une course de dromadaires, appelée « ellaz ».
Sur un plan économique, le festival apporte un plus matériel dans le quotidien des populations locales, ce qui améliore considérablement leurs conditions de vie. Sur le plan social, le festival fédère la création d’espaces de formations, de communication, d’échanges d’idées et d’expériences entre les différents acteurs. C’est un stimulant pour les artisans et les jeunes qui établissent de solides liens avec les visiteurs de la région, du Maroc et de l’étranger.
Sur le plan médiatique, chaque nouvelle édition voit de nouveaux médias venir découvrir et comprendre « l’âme » de ce festival unique.

## Objectif
L’objectif premier du festival est de promouvoir à l’échelle internationale la culture traditionnelle et populaire des Nomades. Il est aussi l’occasion de dresser un constat des difficultés de ce mode de vie, étroitement lié à la problématique de l’eau. 